# Fotterapeut
Fotterapeut är en person som vårdar och behandlar fötter.
Det finns utbildningar till medicinsk fotterapeut vid skolor i Stockholm och Malmö (Axelsons Gymnastiska Institut, en termin), Göteborg, Tranås och Örnsköldsvik (YH-utbildning, tre terminer).
En fotterapeut undersöker fötterna och behandlar bland annat; kartnaglar, nageltrång, liktornar, förhårdnader, hälsprickor, felställningar m.m. Fotterapeuten har även en viktig roll när det gäller information om egenvård, och tillhandahåller oftast allt från avlastningsmaterial och inlägg till fotcremer på sina kliniker.
De flesta fotterapeuterna i Sverige är anslutna till branschorganisationen Sveriges Fotterapeuter.  